# Арден (Делавер)
Арден (енгл. Arden) град је у америчкој савезној држави Делавер.

## Демографија
По попису из 2010. године број становника је 439, што је 35 (-7,4%) становника мање него 2000. године.
| Група             | 2000.       | 2010.       |
| Белци             | 440 (92,8%) | 422 (96,1%) |
| Афроамериканци    | 4 (0,8%)    | 5 (1,1%)    |
| Азијати           | 8 (1,7%)    | 1 (0,2%)    |
| Хиспаноамериканци | 11 (2,3%)   | 4 (0,9%)    |
| Укупно            | 474         | 439         |